# Synowo
Synowo (ukr. Синове) – wieś na Ukrainie w rejonie kowelskim, obwodu wołyńskiego. Liczy 633 mieszkańców.
Do 2020 w rejonie starowyżewskim.